# Heusden (gemeente)
Heusden (uitspraakⓘ) is een gemeente in Noord-Brabant (Nederland). De gemeente in haar huidige vorm is ontstaan na de samenvoeging van de oude gemeenten Heusden, Drunen en Vlijmen. Per 22 november 2024 heeft deze gemeente 46.026 inwoners.

## Plaatsen in de gemeente
De belangrijkste plaatsen in de gemeente zijn het vestingstadje Heusden en de plaatsen Drunen en Vlijmen. Van deze plaatsen is Drunen het grootst. Andere plaatsen in de gemeente zijn de dorpen Doeveren, Elshout, Giersbergen, Haarsteeg, Hedikhuizen, Heesbeen, Herpt, Nieuwkuijk en Oudheusden.

## Ligging
De gemeente ligt in het noorden van Noord-Brabant, ingeklemd tussen de Loonse en Drunense Duinen, de rivier de Maas en de gemeenten 's-Hertogenbosch en Waalwijk.
| Aangrenzende gemeenten | Aangrenzende gemeenten | Aangrenzende gemeenten | Aangrenzende gemeenten | Aangrenzende gemeenten |
| ---------------------- | ---------------------- | ---------------------- | ---------------------- | ---------------------- |
| Altena                 |                        | Zaltbommel (Gld)       |                        | Maasdriel (Gld)        |
|                        |                        |                        |                        |                        |
| Waalwijk               | 's-Hertogenbosch       |                        |                        |                        |
|                        |                        |                        |                        |                        |
| Loon op Zand           |                        | Tilburg                |                        | Vught Oisterwijk       |

De gemeente Heusden maakt deel uit van De Langstraat.

## Geschiedenis
In 1997 is door de gemeentelijke herindeling de gemeente Heusden ontstaan door samenvoeging van de gemeenten Drunen, Heusden en Vlijmen. De burgemeester van de voormalige gemeente Drunen, Henk Willems, is toen benoemd tot burgemeester van Heusden wat hij tot 2012 zou blijven.
Een van de eerste punten op de agenda van de gemeenteraad was het gemeentehuis. Voor de gemeente waren twee opties; één nieuw gemeentehuis voor de hele gemeente, dat zou dan gebouwd worden in de buurt van het Land van Ooit, of behoud van de toenmalige gemeentehuizen. Voor beide opties waren voor- en tegenstanders te vinden. De locatie van het gemeentehuis leidde tot discussie, vooral vanwege de hoge kosten die een nieuw gemeentehuis met zich meebracht. De beslissing werd min of meer overgelaten aan de inwoners van de gemeente doordat de bouw van een nieuw gemeentehuis een belangrijk onderwerp werd van de eerste gemeenteraadsverkiezingen. Toen de inwoners van Heusden overwegend op de tegenstanders van een nieuw gemeentehuis stemden waren de plannen definitief van de baan.

## Cultuur
Een der oudste gebouwen in de gemeente is waarschijnlijk het voormalige kasteel Onsenoort dat zich bevindt op het terrein van abdij Mariënkroon. Daarnaast zijn van zeer cultureel historische waarde de boerderijen Fellenoord en de Pestert. In het voormalige stadhuis van Heusden is het Streekarchief Langstraat Heusden Altena gevestigd.

### Monumenten
In de gemeente zijn er een aantal rijksmonumenten en oorlogsmonumenten, zie:
- Lijst van rijksmonumenten in Heusden (gemeente)
- Lijst van oorlogsmonumenten in Heusden
- Lijst van Stolpersteine in Heusden

### Kunst in de openbare ruimte
In de gemeente Heusden zijn diverse beelden, sculpturen en objecten geplaatst in de openbare ruimte, zie:
- Lijst van beelden in Heusden

## Geboren
- Gisbertus Voetius, oorspronkelijk Gijsbert Voet (Heusden, 3 maart 1589 - Utrecht, 1 november 1676), theoloog, hoogleraar en predikant
- Jacob van Eyck (Heusden, ca. 1590 - Utrecht, 26 maart 1657), musicus en componist
- Harm Bouman (Heusden, 1 november 1917 - Breda, 24 december 2001), collaborateur
- Hendrik van der Geld (Elshout, 9 november 1838 - 's-Hertogenbosch, 8 november 1914), beeldhouwer
- Piet Libregts (Vlijmen, 16 februari 1930 – Heeswijk-Dinther, 25 augustus 2013), ploegleider
- Martin van Rooijen (Drunen, 31 juli 1942), politicus
- Hans van der Pluijm (Nieuwkuijk, 3 januari 1949), voormalig voetbalkeeper en -trainer
- Mieke van Hooft  (Oudheusden, 8 september 1956), schrijfster van kinderboeken en poëzie
- Edwin de Wijs (Vlijmen, 8 november 1969), trainer en voormalig voetballer
- Lars Boom (Vlijmen, 30 december 1985), voormalig wegwielrenner en veldrijder

## Politiek
Op 7 maart 2006 werden ook in Heusden gemeenteraadsverkiezingen gehouden. Gemeentebelangen verloor twee zetels. Er was ook verlies voor D66, dat tijdens de voorgaande verkiezingen met PvdA de lijst Keerpunt Heusden vormde. D66 keerde deze periode niet terug, Heusdens Initiatief evenmin. Deze partij besloot al ruim voor de verkiezingen niet meer mee te doen. De winst ging naar Heusden één (1 zetel), GroenLinks (1 zetel) en PvdA (2 zetels). Bij de verkiezingen in 2010 deed DDE 2002 niet meer mee. Heusden één kwam met 7 zetels als grootste uit de bus. Samen met Gemeentebelangen, D.M.P. Heusden en de PvdA vormden zij de coalitie. Op 16 maart 2011 stapte Van der Lee uit de fractie Heusden één om als eenmansfractie verder te gaan. In 2012 stapten twee raadsleden van Heusden één over naar de fractie Van der Lee, die sinds augustus 2012 Heusden Transparant heet. In januari 2013 stapte ook een raadslid van de VVD over naar Heusden Transparant. Tijdens de gemeenteraadsverkiezingen van 2018 werd de lokale partij DMP Heusden met 7 van de in totaal 27 zetels de grootste partij. DMP Heusden heeft het jongste gemeenteraadslid van Nederland in zijn fractie, die twee dagen na achttiende verjaardag geïnstalleerd werd. Sinds 12 november 2018 is Willemijn van Hees burgemeester.
| Gemeenteraadszetels                 | Gemeenteraadszetels | Gemeenteraadszetels | Gemeenteraadszetels | Gemeenteraadszetels | Gemeenteraadszetels | Gemeenteraadszetels |
| Partij                              | 2006                | 2010                | 2014                | 2018                | 2022                |                     |
| ----------------------------------- | ------------------- | ------------------- | ------------------- | ------------------- | ------------------- | ------------------- |
| Democratische Midden Partij Heusden | 2                   | 4                   | 5                   | 7                   | 7                   |                     |
| Gemeentebelangen Heusden            | 5                   | 6                   | 6                   | 5                   | 6                   |                     |
| Heusden één                         | 8                   | 4                   | 3                   | 3                   | 4                   |                     |
| Heusden Transparant                 | -                   | 4                   | 3                   | 4                   | 3                   |                     |
| VVD                                 | 2                   | 2                   | 3                   | 3                   | 3                   |                     |
| GroenLinks-PvdA                     | -                   | -                   | -                   | -                   | 2                   |                     |
| CDA                                 | 3                   | 3                   | 3                   | 2                   | 2                   |                     |
| Heusden Verbindt                    | -                   | -                   | -                   | -                   | 1                   |                     |
| D66                                 | -                   | 1                   | 2                   | 1                   | 1                   |                     |
| GroenLinks                          | 1                   | 1                   | -                   | 1                   | -                   |                     |
| PvdA                                | 4                   | 2                   | 2                   | 1                   | -                   |                     |
| Democraten Drunen-Elsthout 2002     | 2                   | -                   | -                   | -                   | -                   |                     |
| Totaal                              | 27                  | 27                  | 27                  | 27                  | 29                  |                     |
| Opkomst                             |                     | 65,59%              | 50,79%              | 52,93%              | 48,45%              |                     |

## Toerisme
Het stadje Heusden is een kleine vesting aan de Maas. Het heeft verdedigingswerken die lijken op die van Willemstad. De vestinggracht ten zuiden de stad heet het Oude Maasje; na uitbreiding van de vesting is dit beperkt tot de buitenste rand van de gracht. Het stadje heeft twee jachthavens, gelegen voor de stad, en bij de wiel, grofweg ten oosten en westen van de stad. Daarnaast trekken de Loonse en Drunense Duinen (en voorheen het Land van Ooit) veel toeristen. Tot 1987 was ook het Autotron in Drunen gevestigd.
De gemeente kent hotels in Heusden, Drunen en Vlijmen. Daarnaast huisvesten een aantal boerenbedrijven mini-campings in de buitengebieden.

## Industrie
De gemeente kent verschillende industrieterreinen waarvan het Groenewoud in Drunen het grootste is.
In Heusden zijn twee industrieterreinen: Bakkersdam, ten noordoosten van de vesting, waar een scheepswerf gevestigd is, en industrieterrein "Heesbeen" tussen Heesbeen en de vestingstad. Hier was tot 2008 conservenfabriek Jonker Fris gevestigd. In Vlijmen bevindt zich een grote vestiging van Koninklijke Sanders. Hier worden zeep, parfums e.d. gemaakt voor o.a. Kruidvat. Koninklijke Sanders zorgt voor veel werkgelegenheid in Vlijmen. Een betrekkelijk nieuw industrieterrein is genaamd Het Hoog en gelegen ten noorden van Nieuwkuijk en de A59. Het industrieterrein dat in het kader van het streekplan Waalboss een regionaal karakter heeft gekregen zal in de toekomst uitgroeien tot een grootte van 40 hectare.
De Langstraat werd vroeger gekenmerkt door een leer- en schoenenindustrie. Her en der zijn daar nog tekenen van te herkennen.

## Stedenband
Sinds lange tijd hadden Vlijmen en Idstein een vriendschapsband. Na het samenvoegen van de drie gemeenten is dit overgegaan in een stedenband tussen Heusden en Idstein. De officiële vriendschapsband met Idstein is in mei 2012 in goed onderling overleg beëindigd.
Daarnaast is de gemeente Heusden in december 2003 een samenwerkingsverband gestart met de stad Otjiwarongo uit het Afrikaanse Namibië.

## Kloosters in (het dekenaat) Heusden
Drunen
- Broeders van de Onbevlekte Ontvangenis en de H. Franciscus. 1852-1940.
- Broeders Penitenten van de H. Vader Franciscus. 1940-1952.
- Zusters der H. Maagd, genaamd het Gezelschap van Jezus-Maria-Jozef. 1849-??.

Elshout

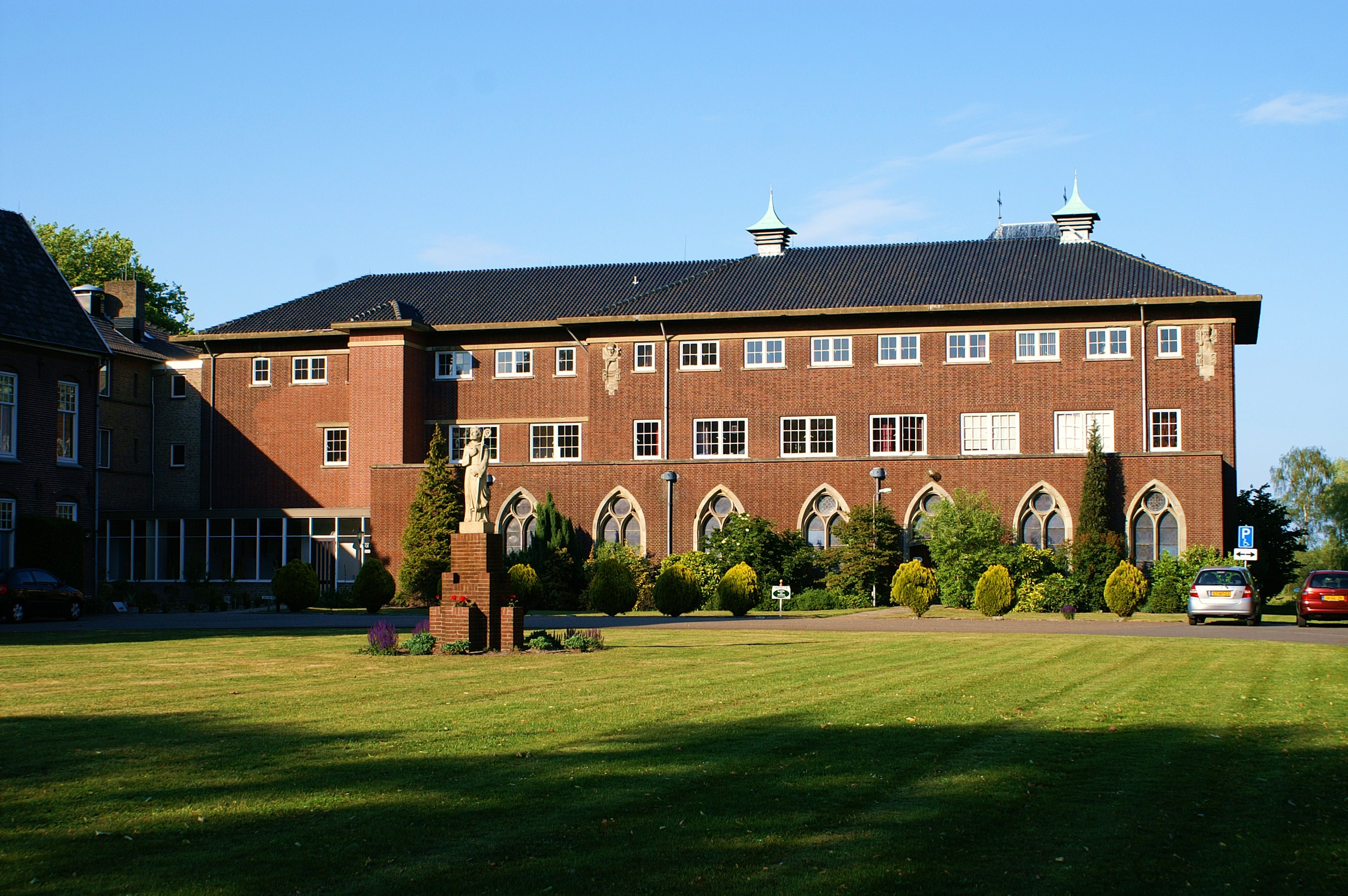
Cisterciënserklooster Mariënkroon

- Cisterciënserklooster Mariëndonk. 1439-1577.
- Broeders van de H. Norbertus. 1858-1948,
- Broeders van O.L.Vrouw van Lourdes. 1948-1950.
- Liefdezusters van de H. Carolus Borremaeus. 1920-ca. 1970.

Haarsteeg
- Zusters Franciscanessen v.d. Onbevlekte Ontvangenis der H. Moeder Gods. 1908-??.

Heesbeen
- Cisterciënserinnenklooster Nieuw Mariëndaal. 1338-1384

Herpt
- Regulieren. 1132-1134.
- Praemonstratenserklooster. 1134-1579.

Heusden
- Tertiarissen van het Utrechtse Kapittel. 1482-1579.
- Cisterciënserklooster Mariënkroon. 1384-1579.
- Begijnhof. voor 1390-1579.
- Zusters van Liefde van O.L.Vrouw, Moeder van Barmhartigheid. 1858-??.

Nieuwkuijk
- Cisterciënserklooster Mariënkroon. 1904-2016.
- Zusters Franciscanessen v.d. Onbevlekte Ontvangenis der H. Moeder Gods. 1907-1967.

Vlijmen
- Fraters van O.L.Vrouw, Moeder van Barmhartigheid. 1905-??.
- Zusters der H.Maagd Maria, genaamd het Gezelschap van Jezus-Maria-Jozef. 1849-??.